# Tephrialia nigropicta
Tephrialia nigropicta là một loài bướm đêm trong họ Noctuidae.